# Fakulta veřejných politik v Opavě Slezské univerzity v Opavě

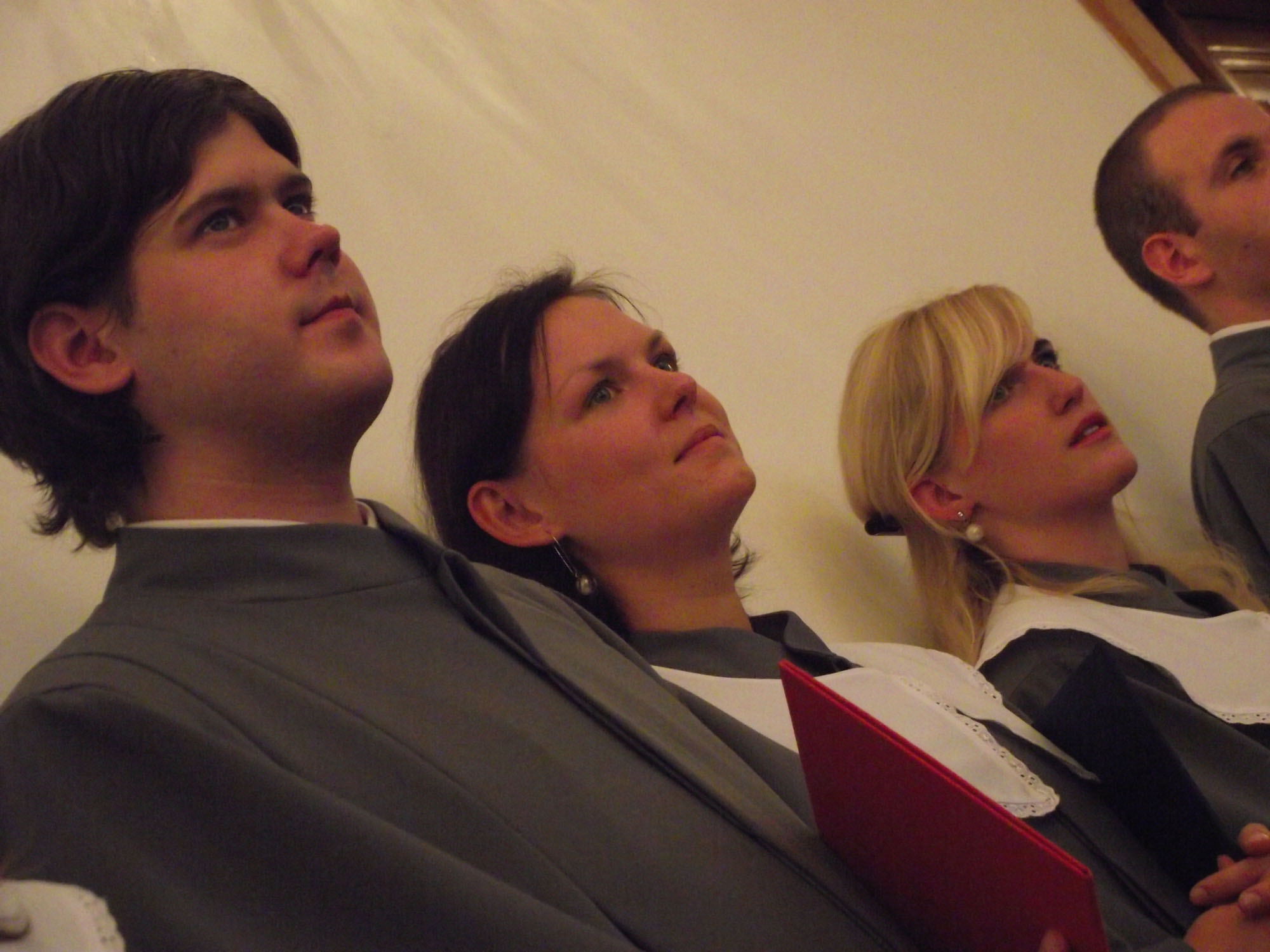
Promoce

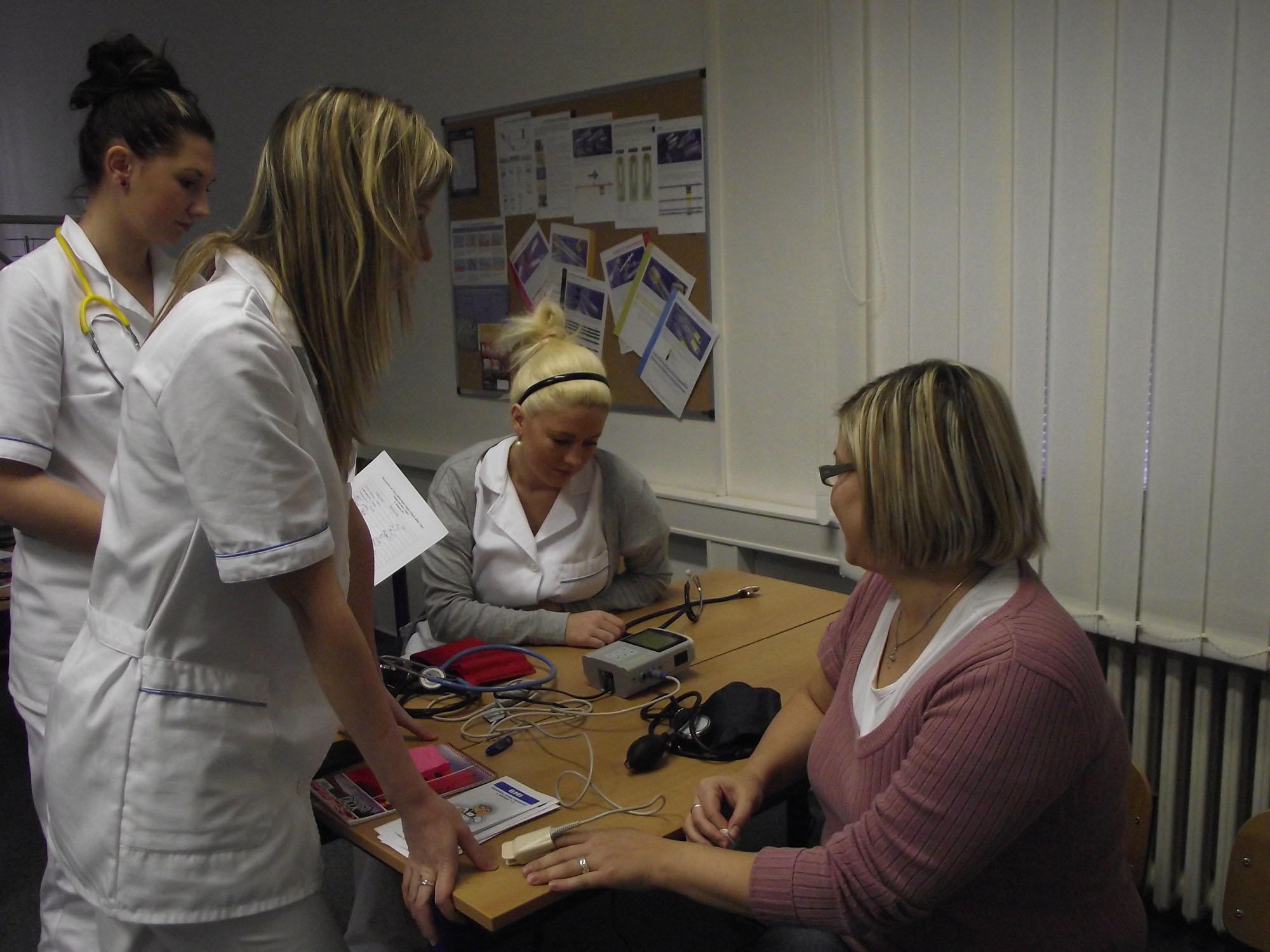
Den prevence

Fakulta veřejných politik v Opavě (FVP) je jednou ze tří fakult Slezské univerzity v Opavě (SU), což je veřejná vysoká škola. FVP vznikla v roce 2008 vyčleněním čtyř studijních programů z Filozoficko-přírodovědecké fakulty a je tak nejmladší fakultou Slezské univerzity v Opavě. Fakulta se zaměřuje na uplatnění studentů především v sektoru veřejných služeb od ošetřovatelství přes specializaci v pedagogice po sociální práci a také ve sféře veřejné správy a veřejných politik.
Fakulta v současnosti nabízí tříleté bakalářské studium (Bc.) ve čtyřech studijních programech, v nichž je realizována výuka ve studijních oborech. Na fakultě se vyučují dva dvouleté navazující magisterské studijní programy (Mgr.), které jsou realizovány ve třech studijních oborech. V jednom studijním programu, resp. oboru, lze absolvovat také čtyřletý doktorský studijní program (Ph.D.). Většinu studijních oborů lze studovat jak v prezenční, tak v kombinované formě studia.

## Studijní programy a obory

### Bakalářské studijní programy a obory
- Všeobecné ošetřovatelství
- Pediatrické ošetřovatelství
- Porodní asistence
- Dentální hygiena
- Mezinárodní teritoriální studia
  - Středoevropská studia
- Sociální politika a sociální práce
  - Veřejná správa a regionální politika
  - Veřejná správa a sociální politika
- Specializace v pedagogice
  - Sociální patologie a prevence
  - Edukační péče o seniory
  - Speciální pedagogika

### Navazující magisterské studijní programy a obory
- Mezinárodní teritoriální studia
  - Středoevropská studia
  - Veřejná politika a veřejná správa ve střední Evropě
- Sociální politika a sociální práce
  - Veřejná správa a sociální politika
- Speciální pedagogika
  - Speciální pedagogiky se zaměřením na vzdělávání
  - Speciální pedagogika osob s narušenou komunikační schopností

### Doktorské studijní programy a obory
- Historické vědy
  - Moderní dějiny střední Evropy[2]

## Členění
Fakulta se skládá z pěti ústavů:
- Ústav ošetřovatelství
- Ústav pedagogických a psychologických věd
- Ústav středoevropských studií
- Ústav veřejné správy a regionální politiky
- Ústav speciální pedagogiky

## Seznam děkanů
1. Dušan Janák (2008–2016)[3]
2. Rudolf Žáček (2016–2024)[3]
3. Marta Kolaříková (od 2024)[4]